# Ljudska univerza / Občinska knjižnica Gornja Radgona
Ljudska univerza / Občinska knjižnica Gornja Radgona je osrednja splošna knjižnica s sedežem na Trgu svobode 4 (Gornja Radgona).